# Les Choux
Les Choux és un municipi francès, situat al departament del Loiret i a la regió de Centre – Vall del Loira. L'any 2007 tenia 503 habitants.

## Demografia

### Població
El 2007 la població de fet de Les Choux era de 503 persones. Hi havia 216 famílies, de les quals 52 eren unipersonals (36 homes vivint sols i 16 dones vivint soles), 88 parelles sense fills, 68 parelles amb fills i 8 famílies monoparentals amb fills.
La població ha evolucionat segons el següent gràfic:
Habitants censats

### Habitatges
El 2007 hi havia 279 habitatges, 217 eren l'habitatge principal de la família, 46 eren segones residències i 16 estaven desocupats. 277 eren cases i 1 era un apartament. Dels 217 habitatges principals, 174 estaven ocupats pels seus propietaris, 33 estaven llogats i ocupats pels llogaters i 10 estaven cedits a títol gratuït; 1 tenia una cambra, 5 en tenien dues, 38 en tenien tres, 58 en tenien quatre i 115 en tenien cinc o més. 174 habitatges disposaven pel capbaix d'una plaça de pàrquing. A 94 habitatges hi havia un automòbil i a 115 n'hi havia dos o més.

### Piràmide de població
La piràmide de població per edats i sexe el 2009 era:
| Homes | Edats   | Dones |
| ----- | ------- | ----- |
| 0     | 95 o +  | 0     |
| 0     | 90 a 94 | 0     |
| 0     | 85 a 89 | 12    |
| 4     | 80 a 84 | 0     |
| 8     | 75 a 79 | 4     |
| 8     | 70 a 74 | 16    |
| 24    | 65 a 69 | 4     |
| 20    | 60 a 64 | 16    |
| 16    | 55 a 59 | 16    |
| 32    | 50 a 54 | 16    |
| 8     | 45 a 49 | 4     |
| 4     | 40 a 44 | 20    |
| 24    | 35 a 39 | 12    |
| 20    | 30 a 34 | 12    |
| 16    | 25 a 29 | 24    |
| 4     | 20 a 24 | 4     |
| 12    | 15 a 19 | 8     |
| 16    | 10 a 14 | 16    |
| 24    | 5 a 9   | 24    |
| 16    | 0 a 4   | 12    |

## Economia
El 2007 la població en edat de treballar era de 327 persones, 251 eren actives i 76 eren inactives. De les 251 persones actives 229 estaven ocupades (123 homes i 106 dones) i 22 estaven aturades (10 homes i 12 dones). De les 76 persones inactives 36 estaven jubilades, 19 estaven estudiant i 21 estaven classificades com a «altres inactius».

### Ingressos
El 2009 a Les Choux hi havia 227 unitats fiscals que integraven 562 persones, la mediana anual d'ingressos fiscals per persona era de 19.050 €.

### Activitats econòmiques
Dels 18 establiments que hi havia el 2007, 1 era d'una empresa alimentària, 1 d'una empresa de fabricació d'altres productes industrials, 4 d'empreses de construcció, 1 d'una empresa de comerç i reparació d'automòbils, 1 d'una empresa d'hostatgeria i restauració, 1 d'una empresa financera, 1 d'una empresa immobiliària, 3 d'empreses de serveis i 5 d'empreses classificades com a «altres activitats de serveis».
Dels 5 establiments de servei als particulars que hi havia el 2009, 3 eren paletes, 1 fusteria i 1 restaurant.
L'únic establiment comercial que hi havia el 2009 era una fleca.
L'any 2000 a Les Choux hi havia 7 explotacions agrícoles.

## Equipaments sanitaris i escolars
El 2009 hi havia una escola elemental integrada dins d'un grup escolar amb les comunes properes formant una escola dispersa.

## Poblacions més properes
El següent diagrama mostra les poblacions més properes.